# Moche-aardewerk

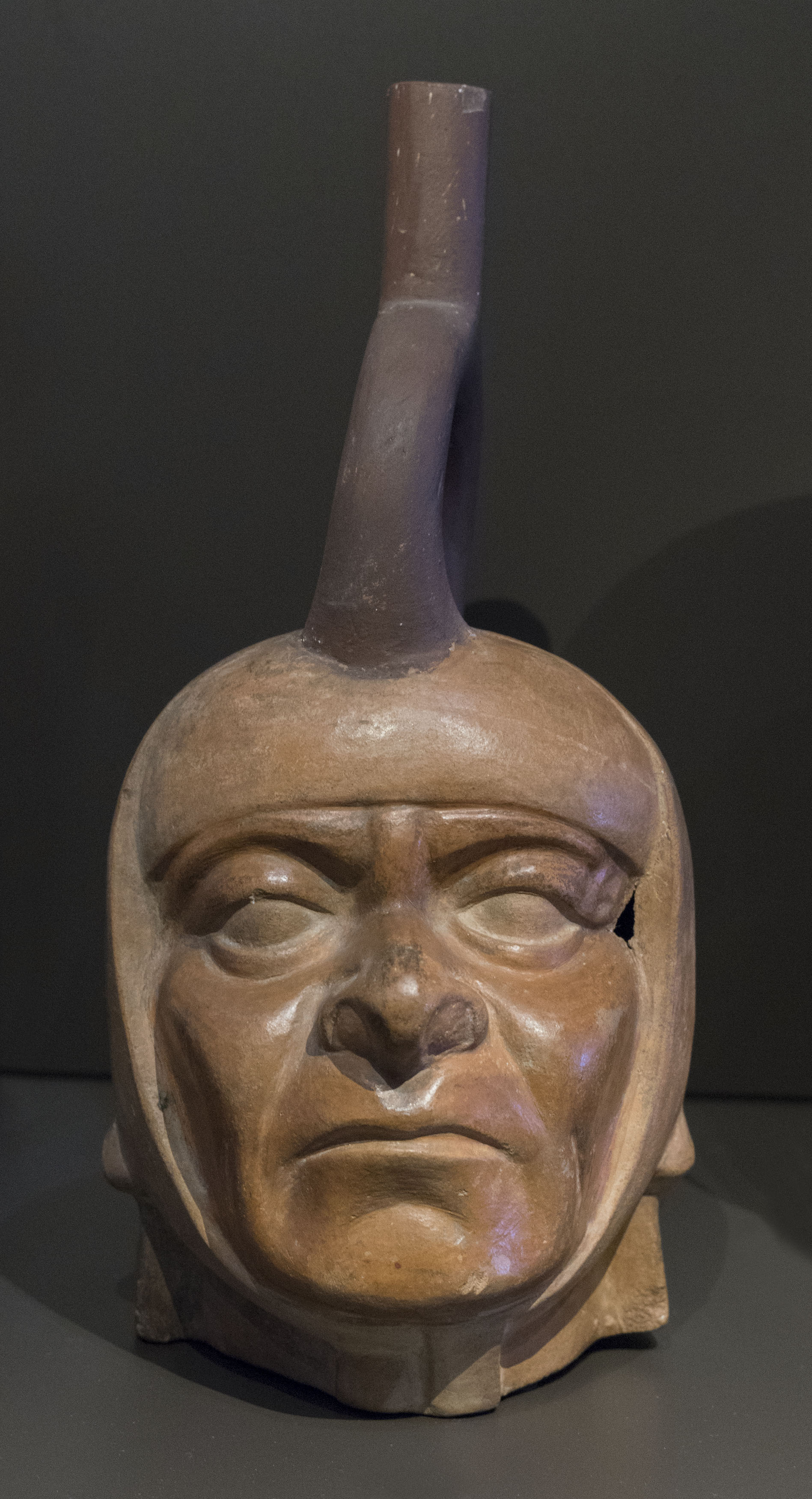
Portretaardewerk

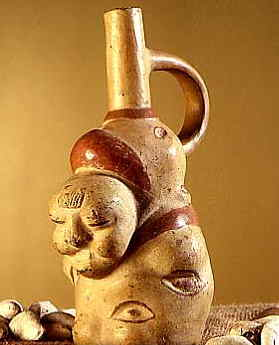
De aardappelgodin Axomama

Moche-aardewerk behoort tot het meest gevarieerde ter wereld. Het door de Mochecultuur van Peru gemaakte aardewerk (0 tot 750 n.Chr) varieert sterk in vorm en thema.  Het documenteert de belangrijkste sociale activiteiten, inclusief oorlog, metaalwerk, weven en seks.
Het aardewerk is in twee kleuren beschilderd: roodbruin op een ivoorkleurige ondergrond. De figuren stellen zowel dagelijkse taferelen, mythologische figuren en figuren uit het dodenrijk voor en er zijn ook voorstellingen uit de natuur te zien.
Het aardewerk is in vier soorten te verdelen: een aryballos met brede buik, vazen met een handvat (stijgbeugelkruik), bekers met smalle opening en smalle voet en de kalebasvaas.
De versiering van het aardewerk is heel reëel, met mooie portretkoppen en lijntekeningen met bloedige taferelen. Realistisch waren ook de hybride fantasiemotieven met diervormige taferelen.

## Fasen
Binnen het aardewerk van de Moche zijn vijf fasen met verschillende kenmerken te onderscheiden.
Fase 1, handgemodelleerd aardewerk
Binnen deze fase laat het aardewerk continuïteit van de Late Cupisniquesculpturenstijl zien. De vormen zijn compact met weinig details. Gezichten zijn gegeneraliseerd en individuen worden alleen gedifferentieerd door hun kleding, accessoires en kenmerkende fysieke trekken. Geschilderd aardewerk is zeldzaam. De enige vorm die binnen beschildering voorkomt zijn geometrische figuren. Witte en rode slib werd gebruikt om decoraties aan te brengen.
Fase 2, handgemodelleerd aardewerk
Binnen deze fase is het gebruik van slib en de techniek om geoxideerd aardewerk te maken vanzelfsprekend. Geschilderd aardewerk is voornamelijk geometrisch. Men maakt gebruik van laag-reliëf in combinatie met geschilderde decoraties. Afbeeldingen van mythologische scènes beginnen te verschijnen. Reliëf wordt aangebracht op aardewerk door gebruik te maken van mallen. Bij aardewerk in de vorm van een hoofd of figuur, heeft men meer dan één mal nodig. Details als armen of hoofdtooien werden toegevoegd nadat de basisvorm was gemaakt.
Fase 3, malgemaakt aardewerk
In deze fase wordt een realistische stijl ontwikkeld en de bestaande vormen worden naturalistischer. Men ging naast het gebruik van silhouetten lijnen schilderen met zeer veel oog voor details. Gereduceerd aardewerk(in gesloten vuur gebakken) werd populair in deze fase. Kenmerkend voor dit type aardewerk is dat deze zwart-gekleurd is. Het geoxideerde(zuurstof toegankelijk gebakken) aardewerk werd versierd met witte slib en rode decoraties. Op de afbeeldingen wordt meer nadruk gelegd op menselijke vormen en activiteiten die zijn gelinkt met mannen van een hoge status.
Fase 4, malgemaakt aardewerk
Geschilderd aardewerk wordt in deze fase gedecoreerd met vloeiende en expressieve lijnen. Gemodelleerde geven het individuele karakter en zijn kleding weer. Er zijn duidelijke elementen van culturele eenheid te ontdekken in deze fase doordat er een standaard vorm geïntroduceerd wordt. Het einde van de vierde fase wordt gekenmerkt door het aftakelen van vitaliteit en de slordigheid in geschilderde ontwerpen. Tegen het einde van deze fase verdwijnen portretvazen en keert de focus naar het supernatuurlijke; figuren en activiteiten. Dit is waarschijnlijk een weerspiegeling van interne verandering in de Moche-samenleving.
Fase 5, malgemaakt aardewerk
In deze fase wordt de aftakeling van de kwaliteit van het aardewerk zichtbaar. Gemodelleerd vaatwerk verliest zijn oog voor detail en afwerking. Geschilderde ontwerpen worden overvol en lijken zonder enige zorg gemaakt. Geometrische ontwerpen komen opnieuw volop in de belangstelling te staan.

## Vormen

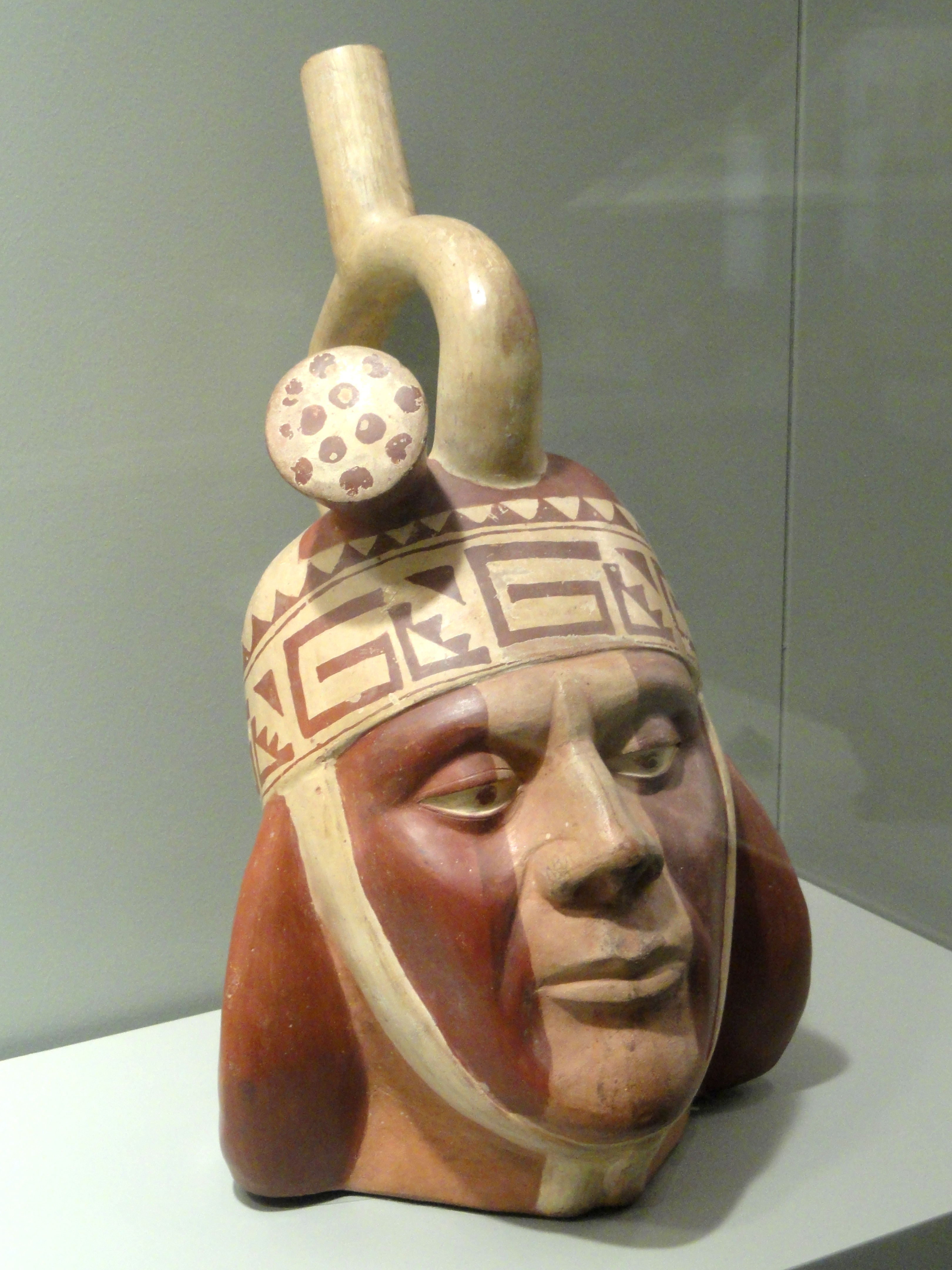
Portretvaas

Een veelvoorkomende vorm van aardewerk is de portretvaas. Alle bekende voorbeelden van portretvazen zijn stijgbeugelkruiken. De vazen staan bekend om hun uitbundig gedetailleerde weergave van gezichtskenmerken. De achterkant van de vazen zijn glad en vaak ongedetailleerd, wat erop wijst dat ze specifiek bedoeld zijn om van voren te bekijken.
De verandering van de portretvazen zijn te onderscheiden in Fase I t/m IV, waarin de vazen in latere fasen anatomisch steeds correcter worden. Aan het einde van fase III zijn de vazen zo naturalistisch, dat aan te nemen is dat er specifieke individuen uitgebeeld worden. Fase IV was de bloeiperiode van de portretvaas, waarin het grootste aantal is geproduceerd van de beste kwaliteit en schoonheid. Aan het einde van fase IV stopten de Moche met het produceren van portretvazen, waarna enkel nog standaard representaties van mensen weergegeven werden op aardewerk.
Het belang van de portretten voor de Mochica's is te zien aan het vele werk dat gestoken is in het afwerken van de vazen; er is oog voor details en beschildering en ze zijn in vrijwel alle gevallen fijn bewerkt met stenen of benen werktuigen en gepolijst. De portretvazen zijn niet alleen waardevol door hun hoge artistieke kwaliteit, maar ook omdat zij ons nauwkeurig inlichten over bijvoorbeeld kleding, sieraden, gezichtbeschildering en verminkingen. Daarnaast is het een bron van informatie over de grote verscheidenheid van mensentypen in de Moche-gemeenschap, de portretvazen geven namelijk een ruime weergave van uiterlijke kenmerken. Zowel het ideaal-type van de Centrale Andes-man, als portretkoppen met Romeinse en negroïde trekken komen voor. Ook zijn er voorbeelden van koppen met baarden en snorren die voorkwamen bij Chinese Mandarijn mannen.

### Gezichtsbeschildering
Het beschilderen van het gezicht met kleislib kwam heel vaak voor, daarnaast zijn de beschilderingen meestal bilateraal symmetrisch en is een afwisseling van lichte en donkere kleuren vaak zichtbaar. Dit gebeurde niet alleen op portretvazen, maar ook in het echt. Deze gewoonte van gezichtsbeschildering heeft waarschijnlijk zijn origine in het verdrijven van kwade geesten, maar wordt ook vaak gezien als onderdeel van ritueel of een manier van identificatie en het weergeven van status.

### Interpretatie
Er bestaat veel discussie over of er wel of niet specifieke individuen worden afgebeeld op de portretvazen, de vazen zijn namelijk op het gebied van details en realisme erg gevarieerd. Een apart geval zijn de portretvazen die waarschijnlijk een uitbeelding zijn van rituele personen zoals opperhoofden, voorouders, volkshelden of priesters, een interpretatie die ondersteund wordt door het feit dat deze vazen vaak voorzien zijn van uitbundige gezichtsbeschildering, hoofdtooien en rituele ornamenten die een symbolische betekenis hebben. Andere vazen zijn weer extreem realistisch en gedetailleerd, waardoor van zulke vazen gedacht wordt dat er individuen uitgebeeld worden die naar werkelijkheid zijn afgebeeld. Er is ook bewijs voor het feit dat de mallen waarmee de vazen gemaakt werden, hergebruikt werden. In dit geval kan men ervan uitgaan dat het niet om de uitbeelding van een specifiek individu gaat. In sommige gevallen is dit wel zo, maar dan is er sprake van het weergeven van één bepaald belangrijk persoon, die in verschillende fasen van zijn leven uitgebeeld wordt.

### Functie
De vazen werden in graven van de elite geplaatst. Sommige vazen werden geplaatst om te herinneren aan een bijzondere prestatie van de overledene of een van zijn voorouders, maar de meesten lijken een grafgift te zijn die van leiders aan hun volgers werd meegegeven als referentie naar hun prestige, die de dode naar het hiernamaals moest leiden.

## Maakwijze
De Moche maakten hun aardewerk op vier verschillende manieren
1. Coiling
2. Het gebruik van mallen
3. Modelleren
4. Stempels

Deze technieken werden altijd in combinatie met elkaar gebruikt.

### Coiling
Deze techniek wordt meestal gebruikt voor het maken van een rand of een kamer. Er worden ringen van de klei gerold die later op elkaar gestapeld werden en werden gladgestreken.

### Het gebruik van mallen
De mallen zelf zijn gemaakt van gebakken aardewerk. De mal werd gemaakt door klei over een bestaand object heen gevouwen, gebakken en vervolgens in twee delen gesneden. Vervolgens drukte men vochtige klei in de mal, die ze vervolgens lieten drogen. Wanneer de klei opdroogde, liet deze los van de mal waardoor deze makkelijk verwijderd kon worden. Soms worden er nog originele mallen archeologisch terug gevonden.

### Modelleren
Bij modelleren worden er of stukken klei tegen een bestaand object aangedrukt of een bestaande vorm wordt veranderd door middel van modelleren. Veel handvatten zijn bijvoorbeeld op deze manier gemaakt. In sommige Moche-vazen werd een fluitmechanisme toegevoegd.

### Stempels
Stempels werden vaak gebruik om de vaas te versieren. De Moche gebruikten stempels die gemaakt waren van gebakken klei.
De stijgbeugelkruik is een veel voorkomende vorm in Moche-aardewerk. Het maken van zo'n stijgbeugelkruik gebeurde in verschillende fasen:
- Eerst werd de buik van de vaas in een mal gemaakt. De klei werd pas uit de mal verwijderd wanneer de klei droog en sterk genoeg was. Hierna werd de bovenkant van de vaas gevormd door ronde ringen van klei erbovenop te leggen en aan de binnen- en buitenkant glad te strijken: coiling.
- Wanneer de buik van de vaas klaar was werd er een handvat aan vast gemaakt van een dunne plak klei. Soms werd deze beugel nog versierd.
- Wanneer de beugel aan de vaas is vastgemaakt werd de oppervlakte geschuurd om de vaas mooi glad te maken. Waarschijnlijk werd de vaas opgewreven met behulp van kleding en leer.
- Hierna werd het aardewerk nog gepolijst. Met een gladde, harde steen werd er over het droge aardewerk gewreven. Meestal werden alleen deze gepolijste delen geverfd.
- Voordat de vaas gebakken werd, werd het soms nog ingesneden. Hiervoor werden bijvoorbeeld schelpjes, vogelbotjes of andere puntige objecten gebruikt.

Hierna werd de stijgbeugelkruik pas gebakken.